# Userkara
Userkara fue el segundo faraón de la Dinastía VI de Egipto, de c. 2312 a 2310 a. C. 
Tan sólo se le conoce por este nombre, que significa "el espíritu de Ra es fuerte". 
Su título está grabado en la Lista Real de Abidos, pero en la Lista Real de Saqqara no aparece, y en los epítomes de Manetón tampoco es mencionado. Unas inscripciones en una lápida del complejo piramidal de Pepy II, descubiertas en 1932, han confirmado su existencia, y le atribuyen un reinado de entre dos y cuatro años. 
Algunos indicios hacen pensar que estuvo implicado en la muerte de Teti (Ótoes), asesinado por su escolta, y que usurpó el trono aprovechando la minoría de edad del hijo del faraón asesinado. Otra hipótesis es que fuese el regente, con el beneplácito de la reina Iput, a condición de que más adelante el hijo de Teti, Pepy I, accediera al trono. 
Según algunos egiptólogos fue un descendiente del linaje principal de la Dinastía V, que posiblemente ya habría disputado anteriormente el trono a Teti, legitimado este mediante su matrimonio. Lo cierto es que finalmente Pepy I organizó con éxito el derrocamiento de Userkara consiguiendo suceder a su padre asesinado.

## Testimonios de su época
Una inscripción, mencionando numerosa mano de obra al servicio de Userkara nos indica que pretendía realizar grandes construcciones. Sin embargo, no se tiene constancia de que algún complejo fúnebre haya sido edificado para él, posiblemente debido a su corto reinado.

## Titulatura
Sólo se conoce un título de este gobernante, el grabado en la Lista Real de Abidos. 
| Titulatura | Jeroglífico | Transliteración (transcripción) - traducción - (referencias) |

| N5 | wsr | s | kA |

| N5 | wsr | s | kA |

| N5 | wsr | s | kA |

| N5 | wsr | s | kA |

| N5 | wsr | s | kA |

| N5 | wsr | s | kA |

| N5 | wsr | s | kA |

| N5 | wsr | s | kA |

| N5 | wsr | s | kA |

| N5 | wsr | s | kA |

| N5 | wsr | s | kA |

| N5 | wsr | s | kA |

| N5 | wsr | s | kA |

| N5 | wsr | s | kA |

| N5 | wsr | s | kA |

| N5 | wsr | s | kA |